# Marketing urbano
Il marketing urbano è uno strumento specifico ed importante per la gestione strategica di una città. 
Diversi sono i settori in cui può essere applicato: la progettazione di beni e servizi urbani; la creazione di incentivi per gli utenti dei servizi offerti; il miglioramento dell'accesso ai servizi urbani; la promozione dei valori e dell'immagine della città per farne conoscere i vantaggi ai potenziali utenti; ecc. 
Fondamentale per il successo di tale politica è la cooperazione dei vari soggetti che, direttamente o indirettamente, sono coinvolti nella gestione della città: l'amministrazione comunale, gli enti pubblici, le società e le imprese private, i cittadini. Ciascuno di tali soggetti deve lavorare congiuntamente agli altri per raggiungere l'obiettivo prestabilito perché una efficiente gestione urbana non può essere realizzata se non tenendo conto degli interessi, dei suggerimenti e degli orientamenti di tutti gli attori coinvolti.
Per determinare la riuscita di un progetto di riqualificazione e/o di rivitalizzazione promosso dalla pubblica amministrazione è necessario utilizzare un linguaggio comprensibile dai vari attori coinvolti, soprattutto dagli eventuali investitori privati, la cui presenza è fondamentale all'interno dei programmi complessi. Un abile promotore pubblico riesce non solo a mobilitare risorse pubbliche di diversa provenienza (regionali, nazionali, europee) ma anche ad attrarre le risorse e i capitali privati.
Per stimolare il consenso e la partecipazione della popolazione e di tutti gli attori che potrebbero essere coinvolti in un progetto che investe la città (soprattutto nelle realtà socio-economiche più povere dove a volte può essere difficile attrarre i finanziamenti privati), può costituire un valido aiuto la messa a punto di iniziative volte all'avvio delle operazioni di marketing urbano, sperimentate già in molte città europee e più recentemente anche in molti comuni italiani, soprattutto nell'ambito delle politiche di recupero e rivitalizzazione dei centri storici.